# Фінал Ліги націй УЄФА 2021
Фінальний матч Ліги націй УЄФА 2021 року — футбольний матч, який визначив переможця фінального турніру Ліги націй УЄФА 2020—21. Це був другий фінал цього міжнародного змагання за участю чоловічих національних збірних з УЄФА. Матч відбувся 10 жовтня 2021 року на Сан-Сіро в Мілані, Італія, і в ньому зустрілись збірні Іспанії та Франції.
Матч виграла Франція із рахунком 2:1.

## Місце
Фінал був зіграний на стадіоні «Сан-Сіро» в Мілані, другому за величиною місті Італії
Стадіон є домашньою ареною «Інтеру» та «Мілану».

## Шлях до фіналу
Нотатка: У всіх нижче вказаних результатах, голи фіналістів на першому місці (д: домашній матч; г: гостьовий матч).
| Поз | Команда   | І | О  |
| --- | --------- | - | -- |
| 1   | Іспанія   | 6 | 11 |
| 2   | Німеччина | 6 | 9  |
| 3   | Швейцарія | 6 | 6  |
| 4   | Україна   | 6 | 6  |

| Поз | Команда    | І | О  |
| --- | ---------- | - | -- |
| 1   | Франція    | 6 | 16 |
| 2   | Португалія | 6 | 13 |
| 3   | Хорватія   | 6 | 3  |
| 4   | Швеція     | 6 | 3  |

## Матч
| 10 жовтня 2021 21:45 (20:45 CEST) |

| Іспанія         | 1:2      | Франція                    |
| --------------- | -------- | -------------------------- |
| - Оярсабаль 64' | Протокол | - Бензема 66' - Мбаппе 80' |

| Сан-Сіро, Мілан Глядачів: 31 511 Арбітр: Ентоні Тейлор (Англія) |

| Іспанія | Франція |

| ВР               | 23 | Унаї Сімон        |     |     |
| ЗХ               | 2  | Сесар Аспілікуета |     |     |
| ЗХ               | 19 | Емерік Лапорт     | 86' |     |
| ЗХ               | 12 | Ерік Гарсія       |     |     |
| ЗХ               | 17 | Маркос Мендоса    |     |     |
| ПЗ               | 9  | Гаві              |     | 75' |
| ПЗ               | 5  | Серхіо Бускетс () |     |     |
| ПЗ               | 16 | Родрі             |     | 84' |
| НП               | 11 | Ферран Торрес     |     | 84' |
| НП               | 22 | Пабло Сарабія     |     | 61' |
| НП               | 21 | Мікель Оярсабаль  |     |     |
| Заміни:          |    |                   |     |     |
| НП               | 7  | Єремі Піно        |     | 61' |
| ПЗ               | 8  | Коке              |     | 75' |
| ПЗ               | 20 | Мікель Меріно     |     | 84' |
| ПЗ               | 18 | Пабло Форнальс    |     | 84' |
| Головний тренер: |    |                   |     |     |
| Луїс Енріке      |    |                   |     |     |

| ВР               | 1  | Уго Льоріс ()     |     |       |
| ЗХ               | 5  | Жуль Кунде        | 55' |       |
| ЗХ               | 4  | Рафаель Варан     |     | 43'   |
| ЗХ               | 3  | Преснель Кімпембе |     |       |
| ПЗ               | 2  | Бенжамен Павар    |     | 79'   |
| ПЗ               | 6  | Поль Погба        | 46' |       |
| ПЗ               | 8  | Орельєн Чуамені   |     |       |
| ПЗ               | 22 | Тео Ернандес      |     |       |
| ПЗ               | 7  | Антуан Грізманн   |     | 90+2' |
| НП               | 19 | Карім Бензема     |     |       |
| НП               | 10 | Кіліан Мбаппе     | 90' |       |
| Заміни:          |    |                   |     |       |
| ЗХ               | 15 | Дайо Упамекано    |     | 43'   |
| ЗХ               | 12 | Лео Дюбуа         |     | 79'   |
| ПЗ               | 17 | Жордан Верету     |     | 90+2' |
| Головний тренер: |    |                   |     |       |
| Дідьє Дешам      |    |                   |     |       |

| Гравець матчу: Карім Бензема (Франція) Помічники арбітра: Гері Бесвік (Англія) Адам Нанн (Англія) Четвертий арбітр: Крейг Поусон (Англія) Резервні асистенти арбітра: Стюарт Берт (Англія) Відеоасистент арбітра: Стюарт Аттвелл (Англія) Асистент відеоасистента арбітра: Кріс Кавана (Англія) Лі Біттс (Англія) Пол ван Букел (Нідерланди) |

### Статистика
| Статистика       | Іспанія | Франція |
| ---------------- | ------- | ------- |
| Голів            | 0       | 0       |
| Ударів           | 2       | 1       |
| Ударів у площину | 1       | 0       |
| Сейвів           | 0       | 1       |
| Володіння м'ячем | 64 %    | 36 %    |
| Кутових          | 2       | 2       |
| Фолів            | 5       | 6       |
| Офсайдів         | 0       | 1       |
| Жовтих карток    | 0       | 0       |
| Червоних карток  | 0       | 0       |

| Статистика       | Іспанія | Франція |
| ---------------- | ------- | ------- |
| Голів            | 1       | 2       |
| Ударів           | 10      | 11      |
| Ударів у площину | 3       | 5       |
| Сейвів           | 3       | 2       |
| Володіння м'ячем | 55 %    | 45 %    |
| Кутових          | 5       | 3       |
| Фолів            | 6       | 8       |
| Офсайдів         | 0       | 1       |
| Жовтих карток    | 1       | 3       |
| Червоних карток  | 0       | 0       |

| Статистика       | Іспанія | Франція |
| ---------------- | ------- | ------- |
| Голів            | 1       | 2       |
| Ударів           | 12      | 12      |
| Ударів у площину | 4       | 5       |
| Сейвів           | 3       | 3       |
| Володіння м'ячем | 60 %    | 40 %    |
| Кутових          | 7       | 5       |
| Фолів            | 11      | 14      |
| Офсайдів         | 0       | 2       |
| Жовтих карток    | 1       | 3       |
| Червоних карток  | 0       | 0       |